# Salade chopska

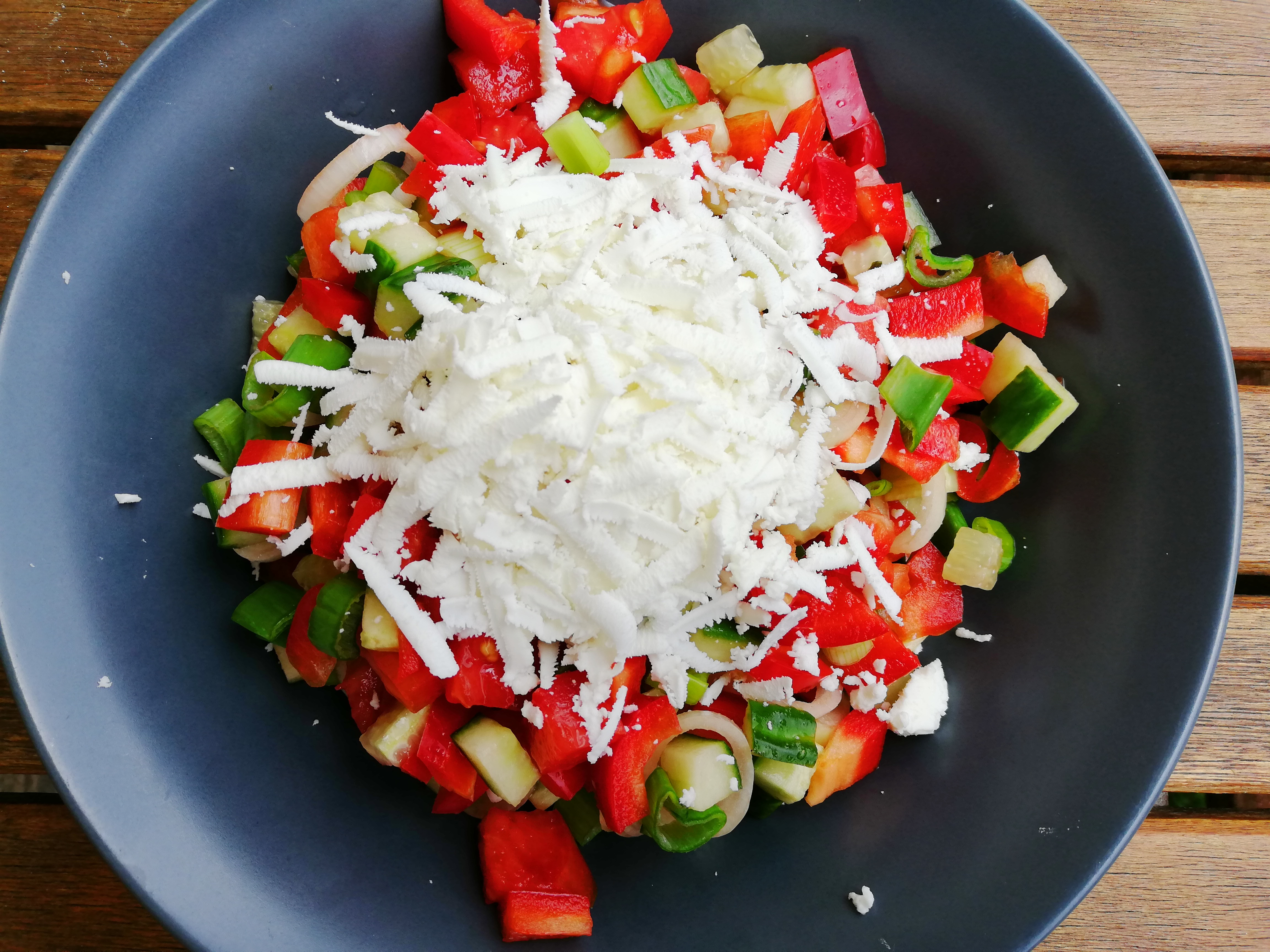
Salade chopska.

La salade chopska (en bulgare, macédonien et serbe : шопска салата, šopska salata) est consommée en Europe centrale et orientale, notamment en Bulgarie, en Macédoine du Nord et en Serbie.
Elle est préparée à partir de tomates, concombres, poivrons, oignons, et parsemée d'une variété de fromage frais en saumure, souvent élaboré à partir de laits mélangés, le sirene (ou siréné). Sa texture est proche de celle de la feta grecque.
Elle est généralement servie en entrée avec un verre de rakia. Son nom vient des Chopes (ou Torlatsi), nom des habitants de la région de Sofia.

## Origine
Bien que le nom à proprement parler vienne des Shopi, paysans vivant aux confins de la Bulgarie, de la Serbie et de la Macédoine du Nord, le plat lui-même est d'invention plus récente : il aurait été créé vers 1955 dans la petite station balnéaire de Saints Constantin et Hélène (anciennement Druzhba), près de Varna. La recette, créée avec cinq ou six autres et dont elle est la seule encore pratiquée, faisait partie d'un plan visant à encourager le tourisme dans la région, Les chefs employés par Balkantourist inventèrent plusieurs salades à consonance ethnico-historique (dobrujienne, thrace, macédonienne). Seule la chopska rentra réellement dans les mœurs, jusqu'à être formellement adoptée comme plat national durant les années 1970 et 1980,.